# Teuthida
Teuthida (Naef, 1916) è un ordine di Molluschi Cefalopodi, cui appartengono 2 sottordini. I Teuthida sono comunemente detti calamari o totani, che propriamente sono anche i nomi volgari delle due specie più note: il Loligo vulgaris e il Todarodes sagittatus. Come tutti i Cefalopodi, possiedono una testa distinta dal resto del corpo, simmetria bilaterale, un mantello e delle braccia. Come le seppie (Sepiidae) possiedono 8 braccia e una coppia di tentacoli.

## Adattamenti evolutivi
I teutidi si sono differenziati dai loro progenitori in modo tale che il piano corporeo si è condensato antero-posteriormente e si è allargato dorso-ventralmente. Il piede si è modificato in un complesso insieme di braccia, tentacoli e altri organi sensoriali, inclusi occhi simili strutturalmente a quelli dei Vertebrati.
Questi molluschi hanno perso la conchiglia, di cui rimane solo una struttura interna, detta gladio o penna.

## Anatomia

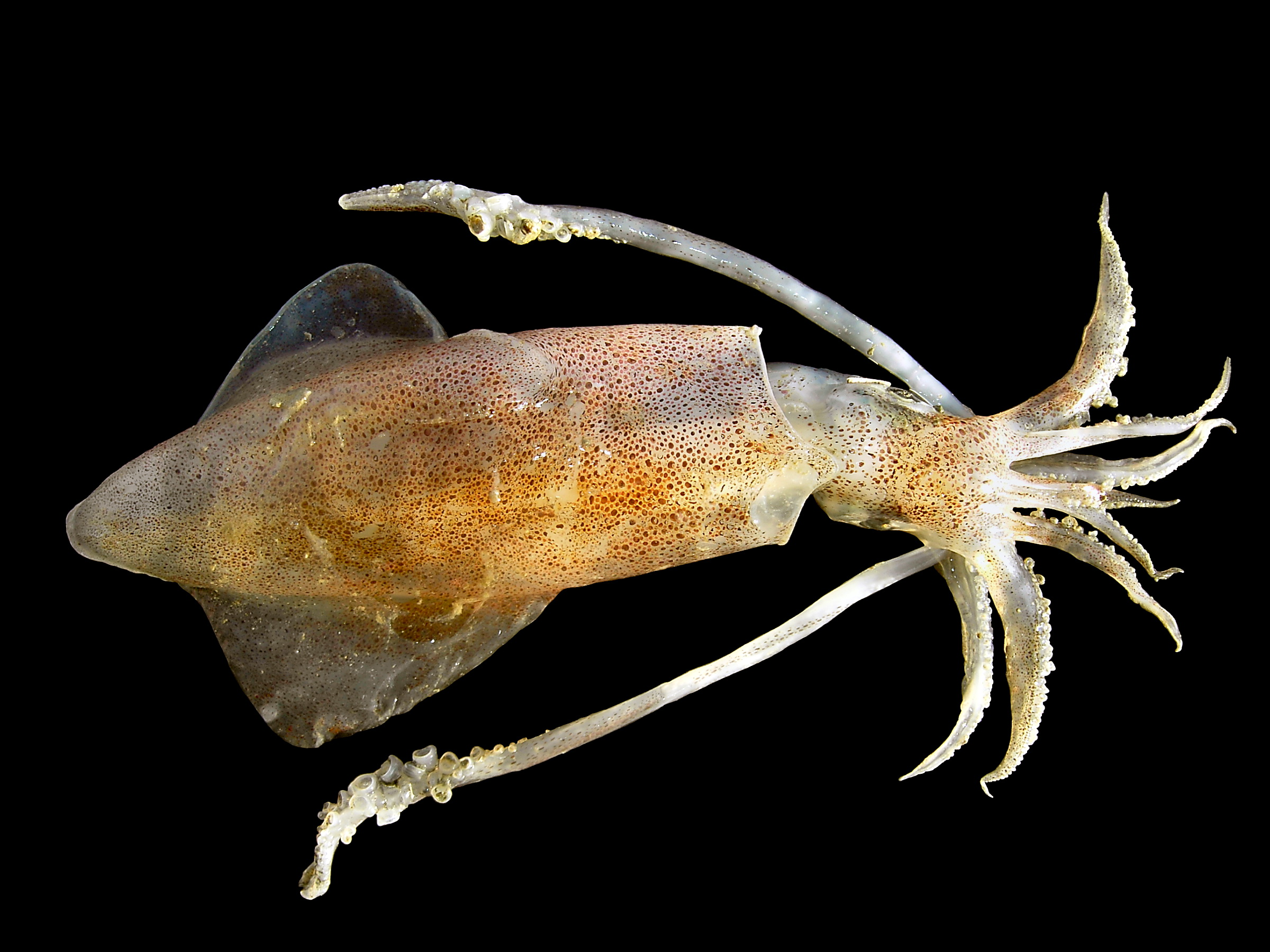
Calamaro (Loligo vulgaris)

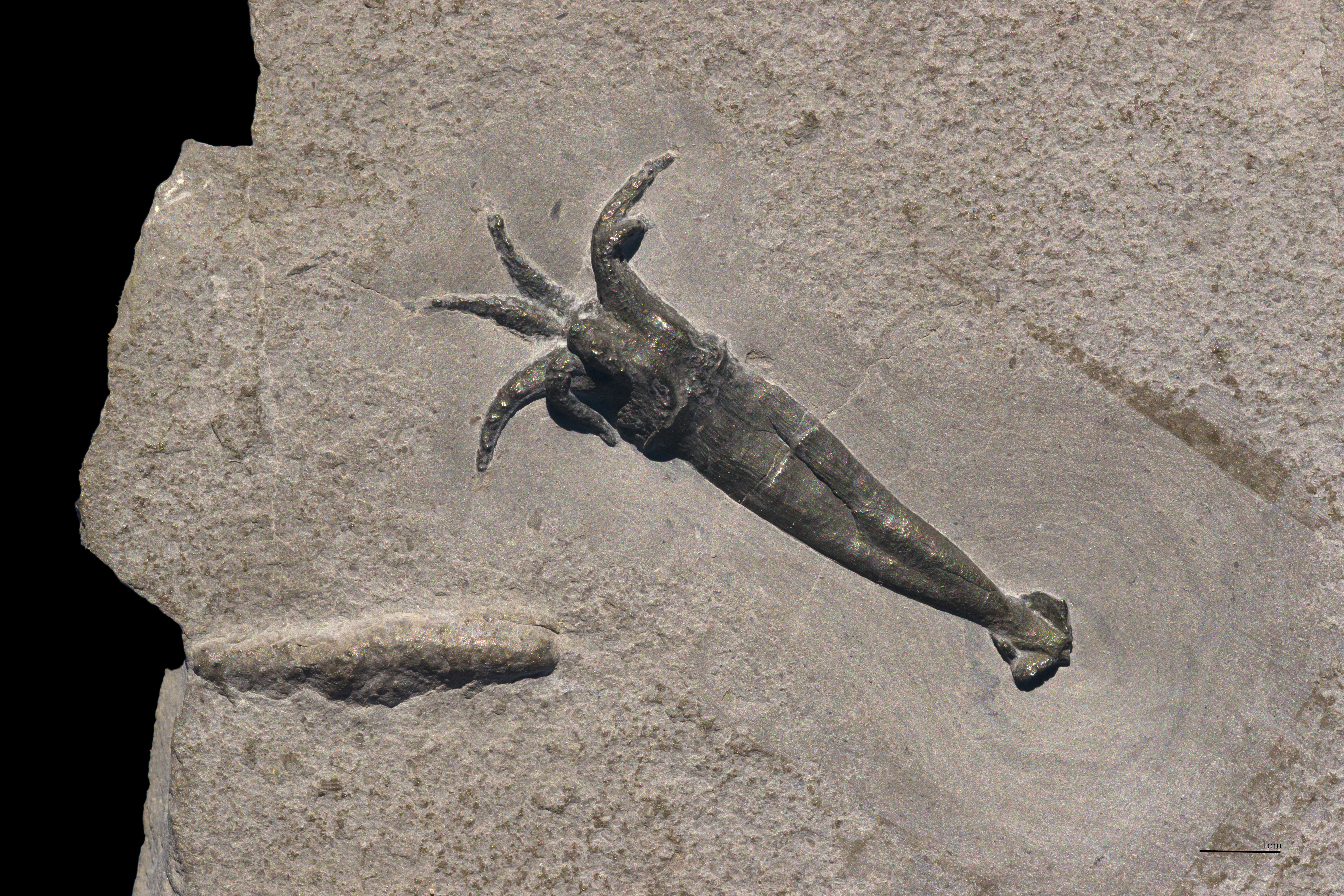
Rhomboteuthis lehmani: calamaro fossile del Calloviano in eccezionale stato di conservazione delle parti molli, proveniente da giacimento di tipo lagerstätte di La Voulte-sur-Rhône, Ardèche, Francia

La massa corporea è racchiusa all'interno del mantello, che presenta una sorta di pinna lungo ogni lato. Queste pinne non costituiscono la principale fonte di movimento di questi animali.
La pelle è ricoperta da cromatofori che permettono all'animale di cambiare colore in funzione dell'ambiente circostante. La parte ventrale del corpo è in genere più chiara di quella dorsale, in modo da evitare di essere identificati sia dalle prede sia dai predatori.
Sotto il corpo sono presenti le aperture della cavità palleale, che contiene le branchie (ctenidi) e gli orifizi dei sistemi escretore e riproduttivo.
Di fronte alla cavità palleale si trova il sifone, che i teutidi usano per la locomozione "a reazione". Questa consiste nel risucchiare l'acqua all'interno della cavità e poi espellerla rapidamente dal sifone. La direzione del sifone può essere cambiata per permettere agli animali di poter cambiare la rotta del nuoto.
Dentro la cavità palleale si trovano tutti gli organi interni, ricoperti da un'epidermide sottile e membranosa.

### Sistema nervoso
I teutidi possiedono un assone gigante, che può raggiungere il diametro di un mm e che innerva il mantello e controlla parte del sistema di propulsione.

### Apparato genitale
Nelle femmine, la sacca dell'inchiostro è nascosta alla vista da un paio di ghiandole nidimentali, che si trovano davanti alle branchie. Entrambe servono alla produzione delle sostanze di riserva e dei gusci delle uova. L'ovario è situato verso la parte posteriore della massa viscerale.
I maschi possiedono un singolo grande testicolo, una vescicola in cui si formano le spermatofore e una sorta di sacca in cui queste si accumulano. Le spermatofore sono dei "contenitori" di spermatozoi che vengono inseriti all'interno della cavità palleale della femmina per mezzo di un tentacolo modificato, detto ectocotile.

### Apparato digerente
Presentano un apparato digerente piuttosto complesso. Il cibo è trasportato verso uno stomaco muscolare , che si trova più o meno a metà della massa viscerale. Il bolo viene poi trasportato all'interno del cieco per la digestione. Il cieco è un organo lungo e bianco che si trova in prossimità delle gonadi e con l'aumentare dell'età spesso raggrinzisce per dare priorità alla riproduzione. Infine, il cibo raggiunge il fegato, dove viene assorbito. I rifiuti solidi vengono poi espulsi attraverso il retto.

### Apparato circolatorio
I teutidi hanno tre cuori: due branchiali, che pompano il sangue alle branchie e uno sistemico, più grande e che pompa il sangue al resto del corpo. I cuori appaiono di colore verde e sono circondati dai sacchi renali, il principale sistema escretore dei teutidi. I reni sono difficili da identificare e si allungano dai cuori verso il fegato. Il cuore sistemico è formato da tre cavità, un ventricolo inferiore e due atri superiori.

### Capo
La parte finale del capo porta 8 braccia e due tentacoli, tutti dotati di ventose lungo i margini.
La bocca presenta un "becco" formato da chitina e altre proteine. Viene usato per uccidere e ridurre le prede in pezzi più piccoli e maneggevoli. All'interno della bocca è presente anche la radula, una sorta di lingua rugosa comune a tutti i molluschi tranne bivalvi e aplacofori.
Gli occhi, posti su entrambi i lati della testa presentano una lente simile al cristallino ma che mette a fuoco per mezzo del suo movimento, piuttosto che attraverso cambiamenti di forma come avviene nei vertebrati.

### Taglia
La maggior parte dei teutidi non sono più lunghi di 60 cm, sebbene i calamari giganti Architeuthis sp possano raggiungere i 13 m.
Nel 2003 è stato scoperto un grande esemplare di calamaro colossale (Mesonychoteuthis hamiltoni). Questa specie può raggiungere i 14 m di lunghezza ed è l'invertebrato più grande del mondo.
Questa specie possiede anche gli occhi più grandi di tutto il regno animale.

## Tassonomia
L'ordine Teuthida appartiene alla classe dei Cephalopoda e comprende due sottordini, Myopsina e Oegopsina.
Teuthida è l'ordine dei Cefalopodi cui appartengono più specie, 298, divise in 28 famiglie
- Classe Cephalopoda
  - Ordine Teuthida
    - Sottordine Myopsina
      - Famiglia Australiteuthidae
      - Famiglia Loliginidae

    - Sottordine Oegopsina
      - Famiglia Ancistrocheiridae
      - Famiglia Architeuthidae
      - Famiglia Bathyteuthidae
      - Famiglia Batoteuthidae
      - Famiglia Brachioteuthidae
      - Famiglia Chiroteuthidae
      - Famiglia Chtenopterygidae
      - Famiglia Cranchiidae
      - Famiglia Cycloteuthidae
      - Famiglia Enoploteuthidae
      - Famiglia Gonatidae
      - Famiglia Histioteuthidae
      - Famiglia Joubiniteuthidae
      - Famiglia Lepidoteuthidae
      - Famiglia Lycoteuthidae
      - Famiglia Magnapinnidae
      - Famiglia Mastigoteuthidae
      - Famiglia Neoteuthidae
      - Famiglia Octopoteuthidae
      - Famiglia Ommastrephidae
      - Famiglia Onychoteuthidae
      - Famiglia Pholidoteuthidae
      - Famiglia Promachoteuthidae
      - Famiglia Psychroteuthidae
      - Famiglia Pyroteuthidae
      - Famiglia Thysanoteuthidae
      - Famiglia Walvisteuthidae

## In cucina
Molte specie di teutidi, come calamari (Loligo vulgaris) e totani (Todarodes sagittatus) sono comuni nella cucina italiana (ricordiamo i calamari fritti). L'intero corpo può essere cotto ripieno o può essere tagliato in piccoli pezzi o ad anelli. Anche braccia e tentacoli sono edibili e le uniche parti non commestibili sono il becco e il gladio.
Tipici italiani sono anche i calamari ripieni: la farcitura è a base di uova, pane inumidito nel latte, piselli, talvolta prosciutto cotto, aglio e prezzemolo, il tutto poi cotto al forno con pane grattato e vino bianco.
Un piatto tipico della cucina spagnola sono i calamares en su tinta, ovvero calamari cotti nel loro inchiostro.